# G.I (航空機)

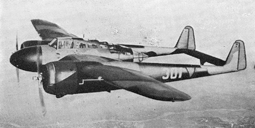
フォッカーG.I

フォッカーG.I (Fokker G.I) は第二次世界大戦の直前にフォッカー社によって開発されたオランダの戦闘機である。双発・双胴式で、開発当時としては重武装の戦闘機だった。少数機が製造されたが、1940年5月のドイツ軍の侵攻時にほとんどの機体が破壊された。

## 概要
フォッカー G.Iは重武装と高速を兼ね備えた戦闘機として開発された。初飛行は1937年3月16日である。機体は双発・双胴式で、機首には7.92mm機銃を8丁装備した。また、胴体の後部は全面ガラス張りで広い視界を確保しており、偵察や爆撃任務にも対応できるようになっていた。最高速度は、前年に開発されたフォッカー D.XXIを上回っていた。
テスト結果が満足いくものだったため量産を開始したが生産が遅れ、1940年5月のドイツ軍の侵攻時にはわずか23機が部隊配備されていたに過ぎず、その多くは地上で破壊されてしまった。地上を離れることができたものの中で、残存したのはわずか2機である。1年後に2名のテスト・パイロットが G.IB に乗ってイギリスに逃れた。最終的な生産機数は36機であった。

## スペック
- 全幅：17.15 m
- 全長： 11.50 m
- 全高： 3.40 m

G.1

- エンジン:ブリストル　マーキュリー8　空冷9気筒星型　830hp　×2
- 重量： 4,790 kg
- 最大速度： 475 km/h
- 上昇限度： 9,300 m
- 航続距離： 1,409 km
- 武装：7.92mm-機銃×9 爆弾　300kg
- 乗員：3名